# Чунг, Стивен (политический советник)
Хуен «Стивен» Чунг (англ. Steven Cheung; род. 23 июня 1982, Сакраменто, Калифорния, США) — американский политический советник, выступающий в качестве спикера предвыборной кампании избранного президента Дональда Трампа на президентских выборах в США в 2024 году. Ранее он работал в кампаниях Трампа в 2016 и 2020 годах. Он также работал в отделе коммуникаций в спортивной организации Ultimate Fighting Championship, базирующейся в Лас-Вегасе, штат Невада.
В ноябре 2024 года он был назначен директором по коммуникациям Белого дома для новой администрации Дональда Трампа.

## Биография

### Ранняя жизнь
Ченг родился в Сакраменто, Калифорния, в семье китайцев, которые иммигрировали в США, и вырос в Сакраменто. Он был игроком в футбол в старшей школе. Он учился в Калифорнийском государственном университете в Сакраменто, где специализировался на информатике и политологии.

### Политические кампании и UFC
Будучи студентом колледжа в 2003 году, Чунг стал стажером в офисе по связям с общественностью и написанию речей тогдашнего губернатора Арнольда Шварценеггера в Калифорнии. В 2008 году он переехал в Вашингтон, округ Колумбия, чтобы работать над президентской кампанией Джона Маккейна. Чунг работал в кампаниях Стива Пойзнера на пост губернатора Калифорнии, Шарон Энгл на пост сенатора США и вице-губернатора Техаса Дэвида Дьюхерста на пост сенатора США. В 2013 году Чунг перешёл в карьеру в Ultimate Fighting Championship в Лас-Вегасе, штат Невада, где он работал «директором по коммуникациям по связям с общественностью в UFC». Он был вовлечён в практику UFC по запрету репортёрам, критикующим организацию, посещать прямые трансляции.

### Кампания Трампа 2016 года и переход
До того, как тогдашний кандидат Дональд Трамп был выдвинут в качестве кандидата в президенты от Республиканской партии на Национальном съезде Республиканской партии в 2016 году, Чунг оставил свою работу в UFC и присоединился к команде по связям с общественностью и прессе кампании Трампа в качестве директора по быстрому реагированию. В его обязанности входило «поддержание кампании в курсе последних новостей и противодействие ложным или несбалансированным сообщениям», согласно пресс-релизу.
После победы Трампа над кандидатом от Демократической партии Хиллари Клинтон Чунг был назначен советником команды по переходу президента. Согласно сообщениям СМИ, в какой-то момент его кандидатуру рассматривали на роль пресс-секретаря Белого дома. В конечном итоге эта работа досталась Шону Спайсеру.

### Белый дом Трампа
Чунг был назначен специальным помощником президента и помощником директора по коммуникациям в Белом доме 19 января 2017 года, за день до инаугурации Трампа. Он был частью команды, которой было поручено помочь выдвинуть и утвердить Нила Горсача в Верховный суд США. В конечном итоге Горсач был утвержден в Верховный суд Сенатом США 54-45 голосами. Вскоре после утверждения Горсача Чунг занял другую должность в Белом доме.
16 августа 2017 года Чунг был назначен специальным помощником президента и директором по стратегическому реагированию. Затем он работал над принятием законопроекта Трампа о налоговой реформе, Закона о сокращении налогов и рабочих местах 2017 года. Законопроект успешно прошел Конгресс, и Трамп подписал его 22 декабря 2017 года.
Согласно книге «Тонущие в болоте: как приспешники и неудачники Трампа отравили Вашингтон», Чунг вместе с тремя другими были названы «убийцами» в Белом доме Джаредом Кушнером и Стивеном Бэнноном. Бэннон считал их «новаторами и ориентированными на действия».
11 июня 2018 года Politico сообщило, что Чунг покинул Белый дом на фоне спорного периода, когда начальник штаба Джон Ф. Келли внёс изменения в состав коммуникационного персонала Белого дома Трампа. На фоне утечек и внутренних распрей Келли пересмотрел команду по коммуникациям, что привело к дополнительным увольнениям. Позже выяснилось, что годовая зарплата Чунга в Белом доме составляла 131 000 долларов.

### Кампания Трампа 2020 года
Politico сообщило, что кампания по переизбранию президента Трампа 2020 года сохранила услуги фирмы Solgence, которая принадлежит Чунгу и управляется им. В рамках кампании 2020 года Чунг работал над организацией Республиканского национального съезда в разгар пандемии COVID-19.
После президентских выборов в США 2020 года, на которых Трамп потерпел поражение от Джо Байдена, Чунг участвовал кампании Трампа по отмене выборов. Несмотря на заявления Трампа, по мнению экспертов, никаких доказательств фальсификации выборов не было.